# 바라다강

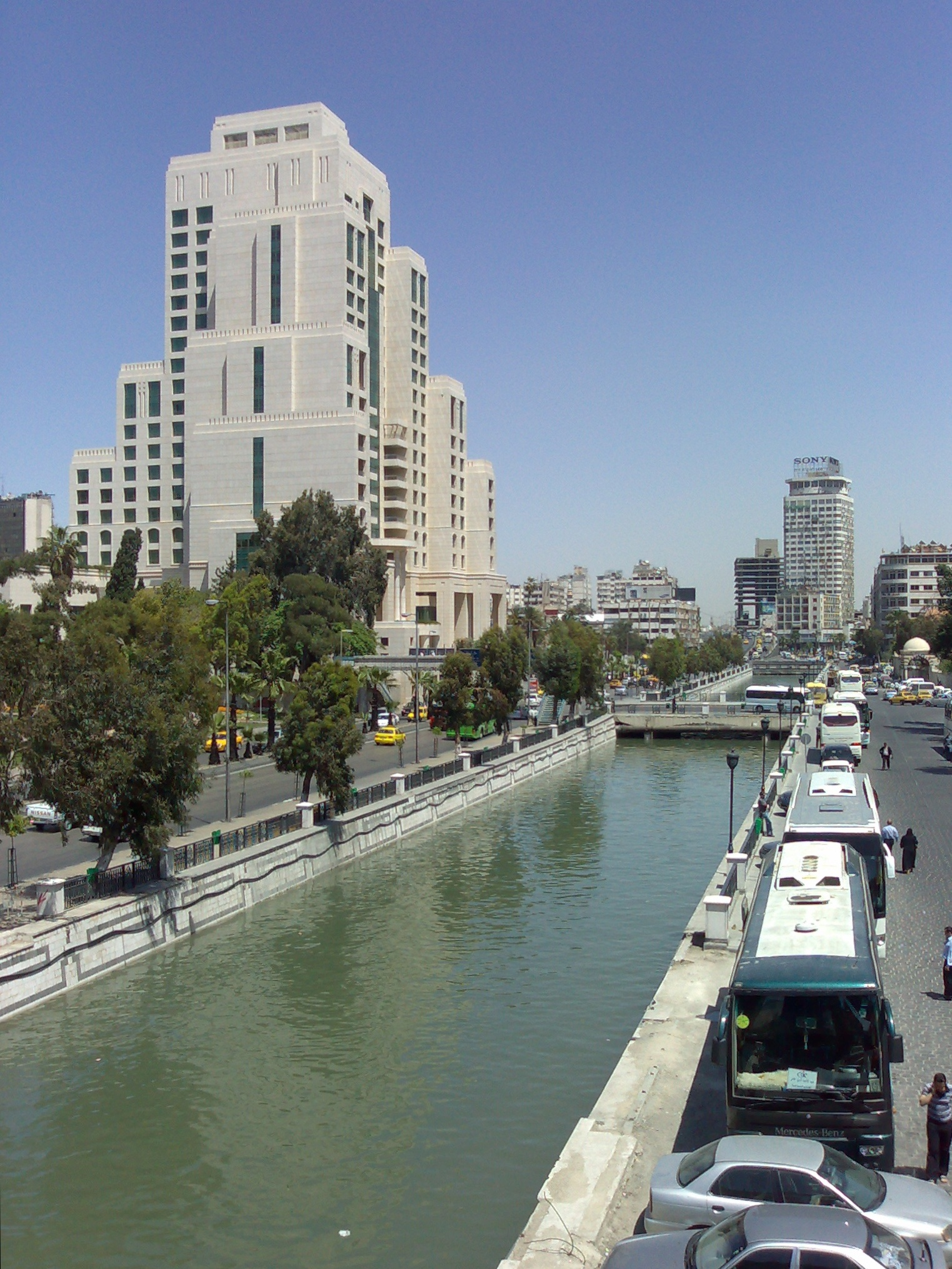

바라다강(아랍어: بَرَدَىٰ / ALA-LC: Baradā)은 시리아의 수도 다마스쿠스의 주요 강이다.

## 어원
"바라다"(barada)는 셈족 언어로 "차가운"을 의미하는 바리드(barid)라는 단어에서 파생된 것으로 생각된다. 고대 그리스 이름(그리스어: Χρυσορρόας, 로마자 표기: Chrysorrhoas, "금이 흐르는 것"을 의미함)이다.

## 성경적 언급
바라다는 시리아 다마스쿠스의 두 강 중 더 중요하며 열왕기(왕하 5:12)에 언급되어 있다. 바라다가 안티-리바누스(Anti-Libanus)에서 솟아올라 좁은 협곡을 통해 산에서 빠져나오면 그 물은 운하나 강에서 부채꼴 모양으로 흘러나오는데, 그중 하나의 이름인 바니아스강(Banias River)에는 아바나(Abana)의 흔적이 남아 있다.
성경에서 나아만은 아바나와 바르발강이 이스라엘의 모든 물보다 크다고 외친다.

## 같이 보기
- 구타 오아시스